# Skyddsvärnen i Baskemölla
Skyddsvärnen i Baskemölla, Värnen 48, 49a och 49b, är av typ Ksp I och Ksp II med en typisk kustnära placering inom en relativt kort sträcka på sidorna av hamnen på Baskemölla. Det södra värnet Ksp II byggdes om omkring 1960 för att utrustas med ett kanontorn från stridsvagn m/42. Värnet plomberades 1999. I anslutning till värnen finns skyddsrum och de är idag i dåligt skick. 
Ksp I var det första kulsprutevärnet som endast hade skjutmöjlighet åt ett håll, Värnet byggdes därför spegelvänt när försvarsområdet var vänt höger respektive vänster längs strandlinjen. Skjutvinkeln för det område som skulle beskjutas var ca 40 grader. Värnet var avsett för två kulsprutor placerade sida vid sida. 
Ett förrum ledde in till det egentliga värnutrymmet. Detta utrymme kunde försvaras inifrån värnet genom en embrassyr. Entrén till förrummet stängdes med en gallergrind som var klädd med brädor. Värnet hade på tidigt byggda värn också en eller två skottgluggar för eldvapen. Dessa värn byggdes omkring 1939 främst från Simrishamn till Falsterbo i väster.
Värn 49a och 49b är numera raserade och ingenting återstår. 